# Pol Branden
Pour les articles homonymes, voir Branden.
Pol Branden, né le 23 juin 1912 à Bruxelles en Belgique, est un ingénieur belge, auteur d’un unique roman policier publié en France dans la collection Série noire.

## Biographie
Ingénieur, il est envoyé en mission à Rio de Janeiro où il passe son temps libre à écrire un roman policier qui sera son unique œuvre. La Samba des osselets est ainsi publié en 1960 dans la collection Série noire. Jo la Moumoute, un caïd belge, est de passage au Brésil pour remettre de l’ordre dans le circuit de la drogue. Ce récit se veut plus proche du roman policier humoristique et de la farce noire que d’une véritable histoire policière

## Œuvre
- La Samba des osselets, Gallimard, Série noire no 566, 1960.

## Source
- Claude Mesplède  et Jean-Jacques Schleret (Éd. rév. de: SN, voyage au bout de la Noire), Les auteurs de la Série noire, 1945-1995, Nantes, Joseph K, coll. « Temps noir », 1996, 627 p. (ISBN 978-2-910-68611-6, OCLC 300207570), p. 60.